# Popassamia
Popassamia is een geslacht van hooiwagens uit de familie Assamiidae.
De wetenschappelijke naam Popassamia is voor het eerst geldig gepubliceerd door Roewer in 1940. 

## Soorten
Popassamia is monotypisch en omvat slechts de volgende soort:
- Popassamia heinrichi